# Латроб-Сіті (Вікторія)
Латроб-Сіті (англ. Latrobe City) — місто в Вікторії, Австралія. Місто було визнано, як центр електроенергетики Вікторії.
Відомі люди:
- Бернет Ворд